# 아그니 1호
아그니 1호는 인도 DRDO가 개발한 중거리 탄도 미사일이다.
1999년 5월 카르길 전쟁 이후에 사거리 250 km인 프리트비 2호와 2,500 km인 아그니 2호와의 갭을 메우기 위해 개발이 시작되었다. 무게 12톤, 탄두중량 1톤의 1단 고체로켓이며, 사거리는 1250 km이다. 2004년 실전배치되었다. GPS 유도를 하여 CEP 25 m로 매우 정밀하다. 단가는 560만~790만 달러로서 대략 80억원 정도 한다.

## 같이 보기
- 브라모스 순항 미사일
- 미사일 목록